# Milford Creek
Der Milford Creek ist der Abfluss der Iowa Great Lakes im Dickinson County im Nordwesten des US-amerikanischen Bundesstaates Iowa. Sein Lauf beginnt mit dem Abfluss des mit den anderen Seen verbundenen Lower Gar Lake im nordöstlichen Stadtgebiet von Milford. Er endet rund zwei Kilometer südwestlich des Ortes mit der Mündung in den Little Sioux River, einen linken Nebenfluss des Missouri.